# Hercostomus costalis
Hercostomus costalis är en tvåvingeart som beskrevs av Van Duzee 1923. Hercostomus costalis ingår i släktet Hercostomus och familjen styltflugor. Inga underarter finns listade i Catalogue of Life.